# Vernaya fulva
Vernaya fulva é uma espécie de roedor da família Muridae. É a única espécie pertencente ao género Vernaya.
Pode ser encontrada nos seguintes países: China e Mianmar.